# كندا في الألعاب الأولمبية الصيفية 2012
كندا في الألعاب الأولمبية الصيفية 2012 من المقرر ان تدخل كندا للمنافسة في دورة ألعاب أولمبية صيفية 2012، لندن المملكة المتحدة، في الفترة من 27 يوليو - 12 أغسطس 2012. وستشارك ب 277 رياضي في 24 رياضة